# Oberaargau–Jura-Bahn
Le Chemin de fer de la Haute-Argovie au Jura, (en allemand Oberaargau–Jura-Bahn, abrégé OJB) est une des lignes ferroviaires qui composent les Aare Seeland mobil (ASm).

## Historique

### Chronologie
- 26 octobre 1907 : mise en service Langenthal – Oensingen Schulhaus (école) par le Langenthal–Jura-Bahn (LJB) ;
- 6 octobre 1917 : ouverture Langenthal Gaswerk (usine à gaz) – Melchnau par le Langenthal–Melchnau-Bahn (LMB) ;
- 14 mai 1928 : suppression du tronçon entre Oensingen SBB et Oensingen Schulhaus ;
- 9 mai 1943 : suppression du tronçon entre Niederbipp et Oensingen SBB ;
- 1er janvier 1958 : LJB et LMB fusionnent pour donner naissance à l'OJB ;
- 1966 : Rénovation importante du réseau avec séparation de la route et du chemin de fer et achat de nouveaux matériels Be 4/4 N : 81-82[3] ;
- 22 mai 1982 : suppression du trafic voyageurs entre St. Urban et Melchnau ;
- 18 mai 1989 : réouverture au trafic voyageurs entre St. Urban et St. Urban Ziegelei (zinguerie) ;
- 27 mai 1989 : suppression du tronçon St. Urban Ziegelei – Melchnau (ouvert uniquement aux trains spéciaux)[4] ;
- 2 juillet 1990 : l'OJB devient le RVO (Regionalverkehr Oberaargau, Transport régional de la Haute-Argovie) ;
- 1er janvier 1999 : fusion avec effet rétroactif du RVO avec le Solothurn–Niederbipp-Bahn (SNB), le Biel–Täuffelen–Ins (BTI) et les Oberaargauische Automobilkurse (OAK, courses automobiles de la Haute-Argovie) ; naissance de l'Aare Seeland mobil (ASm) ;
- 21 mars 2012 : Le Conseil fédéral annule la concession de la ligne ferroviaire St. Urban Ziegelei – Melchnau[5] ;
- 9 décembre 2012 : mise en service du tronçon Niederbipp – Oensingen, parallèle à la ligne CFF du Pied-du-Jura.